# Scandale de l'hôpital de Stafford

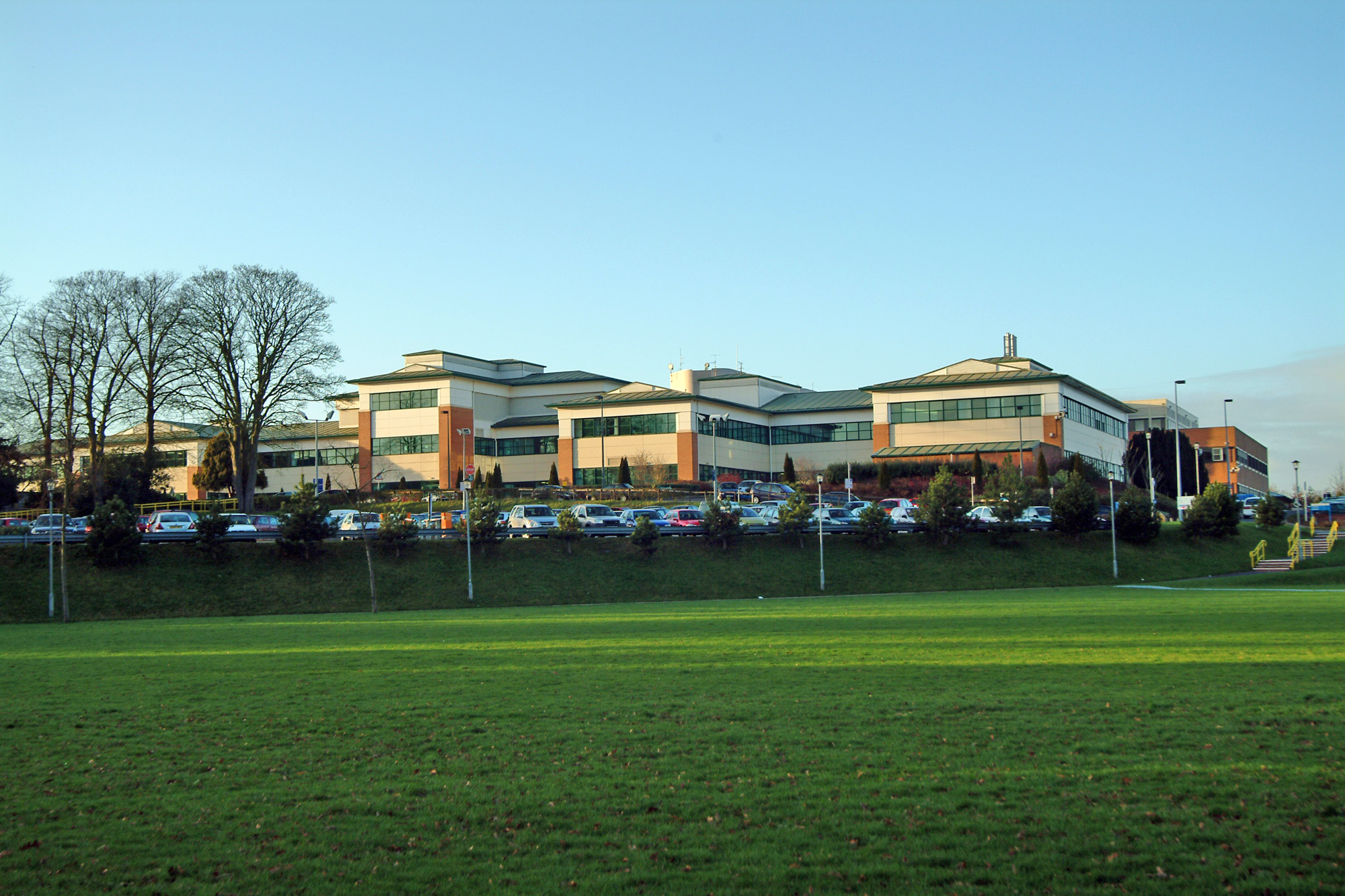
L'hôpital de Stafford est désormais renommé hôpital du comté.

Le scandale de l'hôpital de Stafford est un scandale sanitaire concernant la médiocrité des soins et un taux de mortalité anormal chez les patients de l'hôpital de Stafford, à Stafford, en Angleterre, au cours de la première décennie du XXIe siècle. L'hôpital était géré par le Mid Staffordshire NHS Foundation Trust et supervisé par la West Midlands Strategic Health Authority. Il a été rebaptisé Hôpital du comté. Le scandale a également entraîné la démission du chef du NHS, Sir David Nicholson, en 2013.

## Histoire

### Découverte du scandale
Julie Bailey, dont la mère est décédée à l'hôpital de Stafford en 2007, lance une campagne appelée Cure the NHS pour exiger des changements à l'hôpital. Elle est soutenue par le Staffordshire Newsletter, mais le Public and Patient Involvement Forum et les gouverneurs du Trust sont sur la défensive.
Le scandale attire l'attention nationale en raison d'une enquête menée par la Commission des soins de santé en 2008 sur le fonctionnement de l'hôpital Stafford à Stafford, en Angleterre. La commission a d'abord été alertée par les « taux de mortalité apparemment élevés chez les patients admis aux urgences ». Lorsque le Mid Staffordshire NHS Foundation Trust, responsable de la gestion de l'hôpital, ne fournit pas ce que la commission considérait comme une explication adéquate, une enquête approfondie est menée entre mars et octobre 2008. Publié en mars 2009, le rapport de la commission critique sévèrement la gestion de la Fondation Trust et détaille les conditions et les insuffisances de l'hôpital. Des articles de presse suggèrent qu'en raison des soins de qualité inférieure, entre 400 et 1 200 patients de plus sont décédés entre 2005 et 2008 que ce à quoi on aurait pu s'attendre pour le type d'hôpital,, sur la base des chiffres d'un modèle de mortalité, mais le rapport final de la commission des soins conclut qu'il serait trompeur de lier les soins inadéquats à un nombre spécifique ou à une plage de nombres de décès.
La Commission de la santé a critiqué le conseil d'administration de la fondation, dirigé par le directeur général, Mr Yeates, et la présidente, Mme Brisby, pour avoir tenu des réunions du conseil à huis clos et « pour avoir réduit les effectifs et les services afin de dégager des millions de livres d'excédent à la fin de chaque année », parce que « les dirigeants se sont concentrés sur un surplus de budget de millions de livres sur une période de trois ans, afin d'obtenir le statut de Fondation », un objectif qui avait été encouragé par les gouvernements successifs fixant des dates cibles auxquelles toutes les fiducies du NHS étaient censées avoir atteint le statut de fiducie de fondation du NHS. Par exemple, en 2009, le ministère de la Santé annonçait « Un nouveau type d'hôpital NHS ».
Le directeur général de la fiducie, Martin Yeates, a été suspendu (avec plein salaire) et sa présidente, Toni Brisby, a démissionné,,. Le 15 mai 2009, Yeates a démissionné. Le Premier ministre Gordon Brown et le secrétaire à la Santé Alan Johnson ont présenté leurs excuses aux victimes de l'hôpital. En réponse au scandale, les taux de mortalité de tous les hôpitaux du National Health Service ont été rendus accessibles sur un site Web.
Cynthia Bower, qui était à partir de 2006 directrice générale du NHS West Midlands, a été recrutée pour diriger le quango de la Care Quality Commission en mars 2009, une décision qui a été critiquée.
Le 21 juillet 2009, le secrétaire d'État à la Santé, Andy Burnham, a annoncé une nouvelle enquête indépendante sur les soins fournis par la Mid Staffordshire Foundation Trust. Le rapport d'enquête généralement critique a été publié le 24 février 2010. Le rapport a formulé 18 recommandations locales et nationales, notamment que le régulateur, Monitor, retire l'autorisation de la fiducie de fondation,.
En février 2010, Burnham a accepté une nouvelle enquête indépendante des organismes de mise en service, de surveillance et de réglementation des fiducies de fondation.
Dès octobre 2010, des indemnités s'élevant en moyenne à 11 000 £ ont été versées à certaines des familles concernées.

### Enquête publique
Les révélations de la négligence envers les patients de l'hôpital de Stafford ont été largement considérées comme profondément choquantes par toutes les sections de la presse britannique grand public ; par exemple, les patients étaient laissés dans leur propre urine par les infirmières. D'autres patients souffrant de soif ne pouvaient boire que l'eau dans les vases de fleurs. En juin 2010, la coalition Cameron-Clegg a annoncé la tenue d'une enquête publique complète,.
L'enquête a débuté le 8 novembre 2010, sous la présidence de Robert Francis QC, qui avait présidé la quatrième enquête dont il avait critiqué l'étroitesse des attributions. L'enquête a examiné plus d'un million de pages de preuves antérieures ainsi que l'audition de témoins. L'ancien directeur général Martin Yeates, qui "a démissionné avec un paiement de plus de 400 000 £ et un pot de pension d'un million de livres sterling", a échappé au contre-interrogatoire lors de l'enquête en raison d'une mauvaise santé auto-déclarée "avec trouble de stress post-traumatique, une condition souvent associée aux soldats revenant des zones de guerre", mais a participé avec une déclaration écrite. Cependant, certains médias ont exprimé des doutes quant à son état de santé réel.
Helene Donnelly, infirmière à l'hôpital, s'est plainte que les deux sœurs qui dirigeaient le service avaient dit au personnel de mentir sur les temps d'attente. Les Sœurs ont été suspendues et Hélène a été harcelée. Elle a ensuite témoigné à l'enquête Francis et a ensuite été nommée ambassadrice pour le changement culturel au Staffordshire and Stoke-on-Trent Partnership NHS Trust.
Le rapport final de l'enquête Francis a été publié le 6 février 2013, faisant 290 recommandations,.
Des universitaires de l'Université d'Oxford et du King's College de Londres ont critiqué les recommandations de l'enquête Francis visant à faire appliquer légalement un nouveau devoir d'ouverture, de transparence et de franchise parmi le personnel du NHS, arguant que l'augmentation de la « micro-régulation » peut avoir de graves conséquences imprévues.
Des avocats spécialistes du domaine médical ont offert leur aide aux familles désemparées et en colère qui attendaient la preuve que des leçons avaient été apprises. De nombreuses familles de victimes ont le sentiment que des questions cruciales sont restées sans réponse.

### Actions contre les infirmières
Le Nursing and Midwifery Council (NMC), l'organisme de réglementation britannique des infirmières et des sages-femmes, a tenu des audiences sur les infirmières travaillant dans la fiducie à la suite d'allégations selon lesquelles elles n'étaient pas aptes à exercer. Agissant pour protéger le public, le NMC a radié de son registre ou suspendu plusieurs infirmières à la suite de ces audiences. Cela en comprend deux qui ont falsifié les heures de sortie d'accident et d'urgence, deux impliqués dans la mort d'un patient diabétique et une infirmière qui a abusé physiquement et verbalement d'un patient atteint de démence.

### Autres suites
Yeates est nommé directeur général d'Impact (Alcohol and Addiction Services Shropshire et Telford) en novembre 2012, mais démissionne en janvier 2013. Il est apparu plus tard en novembre 2013 qu'un "accord de compromis" avait été conclu avec lui, par lequel il avait quitté le NHS avec un accord de bâillonnement en place.
En avril 2013, l'hôpital de Stafford a été placé sous administration par Monitor. Cette mesure "a été prise après qu'une équipe d'examen a conclu que ses services étaient cliniquement et financièrement insoutenables... [et également] a conclu qu'il était peu probable que le Trust soit en mesure de rembourser ses dettes".
En avril 2013, Yeates et Brisby ont été déférés au Crown Prosecution Service par le Stafford Borough Council "pour des allégations d'inconduite dans la fonction publique en donnant sciemment des preuves fausses et trompeuses concernant les taux de mortalité au comité de surveillance et de contrôle statutaire du conseil".
Sir David Nicholson, qui dirigeait le NHS qui était responsable de l'hôpital au plus fort des défaillances entre 2005 et 2006, a démissionné en mai 2013 la suite de ce scandale.
Une étude indépendante de 2008 sur les ratios standardisés de mortalité hospitalière a révélé que la mesure de la mortalité développée par l'unité d'accueil de l'Imperial College est sujette à des biais méthodologiques et qu'il n'était pas crédible d'affirmer que la variation des ratios de mortalité reflète des différences de qualité des soins. En 2015, The Guardian a modifié un article de 2013 : « ... des enquêtes ultérieures sur les mauvais soins à l'hôpital de Stafford, y compris les deux rapports de Sir Robert Francis QC, ont déclaré que cette estimation contestée, qui n'apparaissait que dans un projet de rapport de 2009 par la commission des soins de santé et était basée sur des statistiques de mortalité, était une mesure peu fiable des décès évitables. Le rapport Francis de février 2013 a conclu qu'il serait dangereux de déduire de ces statistiques qu'il y avait un nombre particulier de décès évitables ou inutiles au sein de la fiducie. » Selon Jeremy Hunt, l'enquête a décrit un échec systématique du NHS et du ministère de la Santé à faire face à de tels problèmes. Protéger la réputation du NHS était devenu plus important. En se concentrant sur des objectifs nationaux, les gestionnaires ont dépriorisé la sécurité et le bien-être des patients.

## Télévision
Le 30 janvier 2019, Channel 4 a annoncé avoir commandé un drame sur le scandale de l'hôpital de Stafford du point de vue de Julie Bailey.